# OTO Melara Marlin-WS

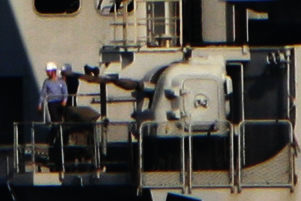
Starsza wersja armaty Marlin-WS kal. 30 mm z działem Mauser 82 Compact na okręcie francuskim

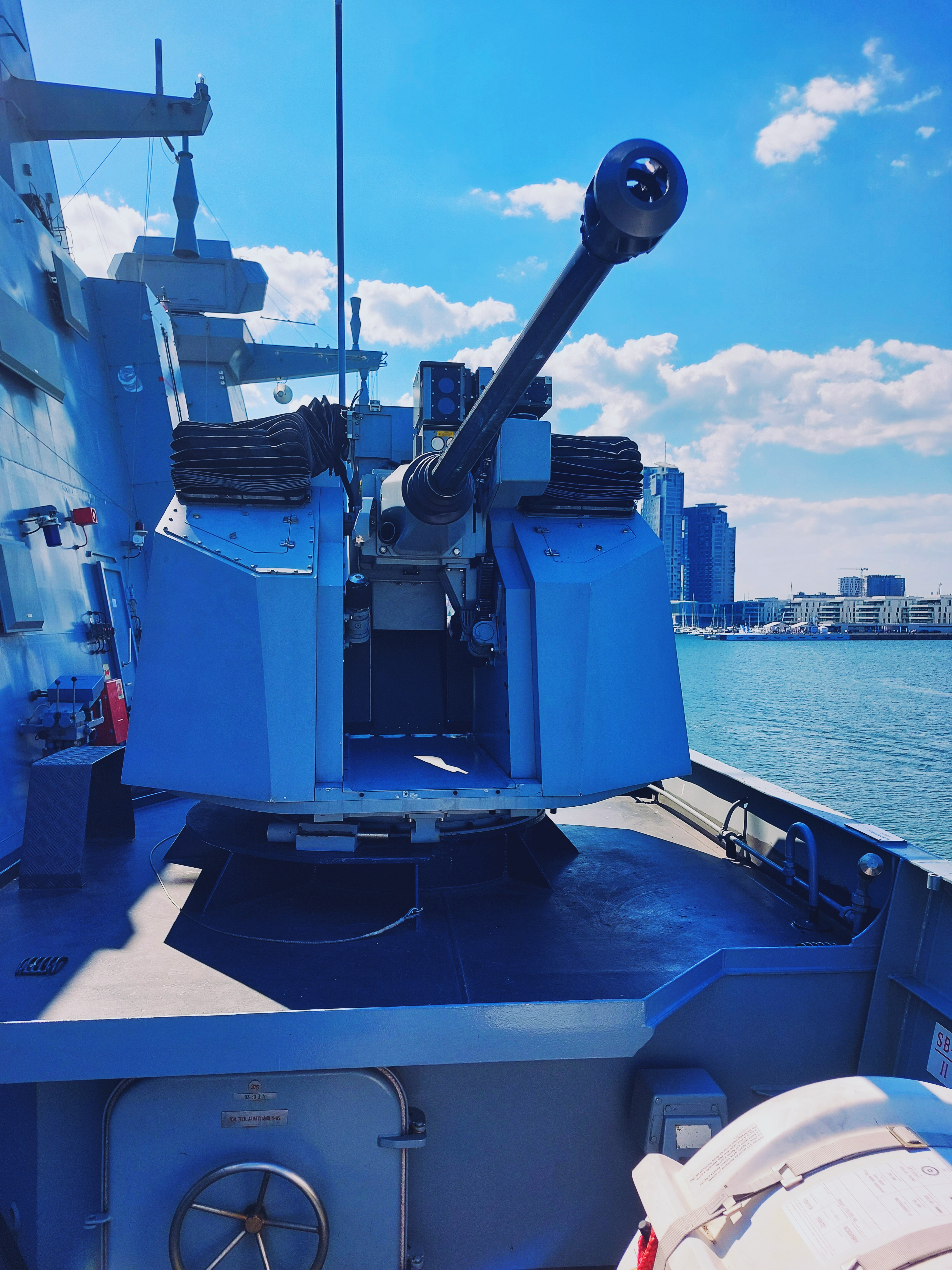
Nowsza wersja armaty Marlin-WS kal. 30 mm na pokładzie korwety patrolowej ORP „Ślązak”

OTO Melara Marlin-WS (Modular Advanced Remotely controlled Lightweight Naval Weapon Station) – zdalnie sterowana, modułowa podstawa morska pod działko automatyczne produkcji włoskiego koncernu OTO Melara. Przeznaczona do instalacji na małych jednostkach jako główne uzbrojenie lub na większych okrętach jako broń pomocnicza. Przeznaczona do użycia w konflikcie asymetrycznym, do obrony okrętu przed atakiem terrorystów, zamachowców-samobójców (takich jak atak na USS Cole) lub „roju” szybkich łodzi (swarm tactics),  taktyki wykorzystywanej przez Irańską Gwardię Rewolucyjną. 
Przy instalacji nie wymaga penetracji cięcia pokładu, co przyspiesza i ułatwia proces montażu. Modułowa architektura umożliwia montowanie różnych systemów obserwacji dziennej i nocnej, zależnie od potrzeb i zasobności klienta. 
Możliwa jest instalacja różnych rodzajów działek małokalibrowych:
- kalibru 25 mm – ATK Mk 242 Bushmaster lub Oerlikon KBA
- kalibru 30 mm – Mauser MK 30-2 lub ATK Mk 44 Bushmaster II

## Dane techniczne
- Waga bez amunicji: 1430 – 1170 kg
- Długość z lufą: 3570 mm
- Szerokość: 1900 mm
- Wysokość: 1556 mm
- Promień rażenia: 280° (opcjonalnie 360°)
- Prędkość obrotu wieży: 140°/sek (przyspieszenie 220°/sek2)
- Prędkość podnoszenia lufy: 80°/sek (przyspieszenie 250°/sek2)
- Kąt podniesienia: –19° / +70°
- Liczba pocisków w podajniku: 160 - 220 szt.
- Szybkostrzelność: 100 - 120 pocisków/min., zależnie od wybranego działka
- Zasięg: cele nawodne – 6000 m, cele powietrzne – 4000 m